# La Renga

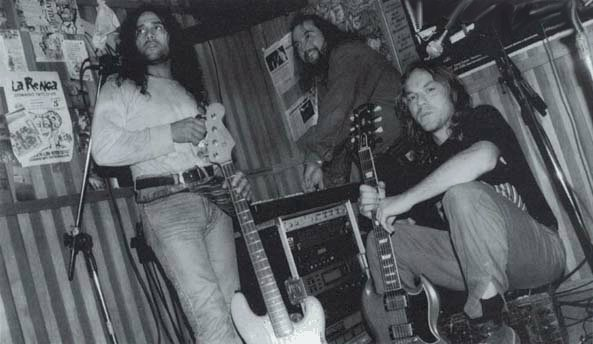
Membrii trupei La Renga

La Renga este o formație argentiniană de hard rock. Membrii formației sunt:
- Gustavo "Chizzo" Nápoli
- Gabriel "Tete" Iglesias
- Jorge "Tanque" Iglesias
- Manuel Varela